# ここからはじまるストーリー
『ここからはじまるストーリー』は、2000年11月1日に神戸芸術本舗より発売されたSound Scheduleの1作目のアルバム。

## 概要
インディーズ盤でリリースされたSound Scheduleの1作目のアルバムであり、インディーズ盤で発売された枚数は1000枚限定であった。
期間限定の再結成を発表した2011年7月13日に復刻配信限定アルバムとして配信が開始され、iTunes Storeトップロックアルバムチャートでは2位を獲得している。
収録曲のうち、「竜巻」は3rdシングル「幼なじみ」に、「愛のかたち」は次作『イマココニアルモノ』に、「HANABI」は「花火」の題で6thシングル「さらばピニャコラーダ」にそれぞれリアレンジバージョンで再録されている。

## 収録曲
1. Intro.（インディーズ盤のみ収録）
2. スパイス
3. ゴールデン・ナイト
4. HANABI
5. きっととどかないだろう
6. 竜巻
7. 愛のかたち
8. Out side way
9. 太陽の国
10. 傷だらけの少年

## クレジット
Sound Schedule
Mark'n（Vo.G）
OKI（Ba）
Yo:zi（Dr）
レコーディング
Produced by：神戸芸術本舗（神戸ART HOUSE）
Recorded&Mastered at：ART HOUSE studio
Recording&Mastering Engineered by：Yasunori Kamata
Lable Manager：Yasuo Takechi
Exective Producer：Koichi Matsumoto
Hiroaki Tanazaki（Keyboard&program）
アートワーク
Designed by：Yukiyo Shirahama